# Eparchie Marthandom
Die Eparchie Marthandom (lateinisch Eparchia Marthandomensis) ist eine in Tamil Nadu, Indien gelegene Eparchie der syro-malankarisch-katholischen Kirche mit Sitz in Marthandom, Distrikt Kanyakumari.

## Geschichte
Papst Johannes Paul II. gründete sie mit der Apostolischen Konstitution Singulares omnino am 16. Dezember 1996  aus Gebietsabtretungen des Großerzbistums Trivandrum, dem sie auch als Suffragandiözese unterstellt wurde.
Die Eparchie erfasst nur die syro-malankarischen Katholiken des Gebietes. Die dort ebenfalls wohnenden Katholiken des lateinischen Ritus und des syro-malabarischen Ritus gehören zu anderen Diözesen.

## Bischöfe von Marthandom
- Lawrence Ephraem Thottam (16. Dezember 1996 – 8. April 1997, gestorben)
- Yoohanon Chrysostom Kalloor (16. April 1998 – 25. Januar 2010, dann Bischof von Pathanamthitta)
- Vincent Paulos Kulapuravilai, seit dem 25. Januar 2010